# 民族区域自治制度
民族区域自治是1913年布尔什维克领导人列宁为了实现共产主义想出的解决民族问题的方法（苏联民族区）。按照中国共产党对中国近代史的定性，1931年11月在江西瑞金由中华苏维埃共和国第一次全国苏维埃代表大会通过的《中华苏维埃共和国宪法大纲》标志着中国共产党和中国境内的少数民族已经结成了政治利益共同体；1949年9月29日中国人民政治协商会议第一届全体会议通过的起临时宪法作用的《中国人民政治协商会议共同纲领》使中国共产党和中国少数民族之间的政治利益共同体关系得到强化。因此中华人民共和国在少数民族聚居区推行的少数民族自治政策，在这类自治地方设立自治机关，行使自治权，是中華人民共和國民族政策的一部份。
- “民族自治地方”类型分为自治区、自治州、自治县。鉴于部分少数民族聚居地域较小、人口较少并且分散，不宜建立“自治地方”，《中华人民共和国宪法》规定可设立民族乡，但民族乡不具自治地位。
- 自治机关是自治区、自治州、自治县的人民代表大会和人民政府，但起核心作为的中共当地党委不设民族自治制度，作为一把手的党委书记不需要由实行区域自治的民族的公民担任。
- 民族自治地方的名称，除特殊情况外，按照地方名称、民族名称、行政地位的顺序组成。
- 民族自治地方的自治机关的组织和工作，根据宪法和法律，由民族自治地方的自治条例或者单行条例规定。
- 民族自治地方的人民代表大会常务委员会，应当有实行区域自治的民族的公民担任主任或者副主任。
- 自治区主席、自治州州长、自治县县长由实行区域自治的民族的公民担任。
- 制定自治条例。

## “民族區域自治的必要性”
要建立無產階級政權，摆脱资产阶级的民族纷争，防止工人被民族文化分化，防止无产阶级和劳动群众受资产阶级民族主义思想的影响，需要彻底民主的国家制度，要求各民族一律平等，因此列寧認為“凡是国内居民生活習慣或民族成分不同的区域，都应当享有广泛的自决和自治，其机构则用普遍、平等、秘密的投票方式来建立。”列寧還指出要“根据当地居民自己对经济和生活条件、居民民族成分”確定自治地區邊界。所以，民族区域自治制度是巩固中国共产党和中国少数民族之间的政治利益共同体关系的必要手段。

## 民族區域自治的歷史
1940年代以前，作為共产国际的下属，中共貫徹列寧主义精神，以民族自決为指针處理國內民族問題。之后，中國共產黨主席毛澤東《論新階段》代表中共的民族政策從聯邦制、民族自決轉向民族區域自治。中共六届六中全會提出了“馬克思主義中國化”，淡化民族自決，提倡民族區域自治。毛澤東諮詢黨內主管民族工作的李維漢后，確定了建立多民族国家内实行民族区域自治的制度。
《共同綱領》中规定了“各少数民族聚居的地区，应实行民族的区域自治”。李維漢起草了《民族区域自治实施纲要》。这个纲要的内容载入了1954年的新中国宪法，確認民族區域自治在國家政治制度體系中的重要地位。民族区域自治从此成为基本政策和基本政治制度。烏蘭夫、阿沛·阿旺晉美領導并完成了制定《民族區域自治法》。1980年代，第四部憲法和《民族區域自治法》的先后頒行，使民族區域自治制度建設進一步得以加強，民族地區從經濟、政治、文化的自治權得到實現。此外，还有行政法规《城市民族工作条例》和《民族乡行政工作条例》。《扶持人口较少民族发展规划》、《少数民族事业“十一五”规划》和《兴边富民“十一五”规划》，从项目、资金、政策等多方面加大了对少数民族和民族地区的支持力度。民族自治地方共制定了自治条例139件，单行条例777件，根据本地实际对法律和行政法规的规定作出变通和补充规定75件，13个辖有民族自治地方的省都先后制定了实施《民族区域自治法》的若干规定或意见，贯彻实施民族区域自治法的地方性法规，民族自治地方制定了137个自治条例、510个单行条例、75个变通和补充规定。2011年国家民委政策法规司出台《民族法制体系建设“十二五”规划（2011—2015年）》进一步强化民族区域自治和少数民族权利保护。

## 立法
1952年，中华人民共和国发布《中华人民共和国民族区域自治实施纲要》，对民族自治地方的建立、自治机关的组成、自治机关的自治权利等重要问题作出明确规定。1954年9月召开的第一届全国人民代表大会，把民族区域自治制度载入了《中华人民共和国宪法》。1984年5月31日，在总结实施“民族区域自治”经验的基础上，第六届全国人民代表大会第二次会议通过了《中华人民共和国民族区域自治法》，自同年10月1日起正式实施。2001年2月28日修改的《民族区域自治法》明确规定“民族区域自治制度是国家的一项基本政治制度”。
學者指出，1957年，周恩来在《民族区域自治有利于民族团结和共同进步》中谈了中华人民共和国成立后采用民族区域自治制度的一大理由：“我国和苏联的情况很不同。在我国，汉族人口多，占的地方少，少数民族人口少，占的地方大，悬殊很大；在苏联，俄罗斯人口多，但占的地方也大。中国如果采取联邦制，就会在各民族间增加界墙，增加民族纠纷。因为我国许多少数民族同汉族长期共同聚居在一个地区，有些地区，如内蒙古、广西、云南，汉族都占很大比重，若实行严格的单一民族的联邦制，很多人就要搬家，这对各民族向团结和发展都很不利。所以我们不采取这种办法，而要进行民族区域自治的政策。”

## 国家民族事务委员会
中华人民共和国国家民族事务委员会是执行民族区域自治制度的机构。1949年10月根据《共同纲领》成立了中央人民政府民族事务委员会。职责包括：开展民族识别、确认民族成分，建立民族自治地方；发放少数民族地区各项补助专款、资金；保障少数民族权力，处理民族关系。

## 民族自治地区范围的确定
目前中华人民共和国的民族地区占国土总面积的64%，汉族地区仅仅占国土面积的36%。截至2003年底，中国共建立了155个民族自治地方，其中包5个自治区、30个自治州、120个自治县（旗）。另有1173个民族乡。民族识别是民族自治地区范围确定的前提。
1947年乌兰夫领导成立了内蒙古自治区，是最早的民族自治区。1954年，哈萨克族、蒙古族、回族、柯尔克孜族、锡伯族、塔吉克族自治州、自治县先后成立，最后按照《民族区域自治实施纲要》于1955年10月1日宣布新疆维吾尔自治区成立。1956年2月，中共中央倡议在甘肃境内回族聚居地区成立省一级的回族自治区，最后《关于成立宁夏回族自治区的决议》于1958年10月25日决定划出甘肃的19个县市成立宁夏回族自治区。1958年3月15日，在中共中央的倡议下，原来的广西省改建为广西壮族自治区，包括壮族聚居的西部地区和汉族聚居的东部地区。1959年平息西藏武装叛乱后，于1965年9月1日成立西藏自治区。到1959年底，全国共建立了4个自治区、1个自治区筹备委员会、29个自治州、54个自治县，民族区域自治制度得到了广泛的实施。
1964年为民族识别的高潮阶段，特别针对云南省进行民族识别。
| 区域   | 自治区(5个)                                                                               | 自治州（30个） | 自治县、旗（120个）                                                                       | 民族乡（1173个） |
| ------ | ----------------------------------------------------------------------------------------- | --- | ----------------------------------------------------------------------------------------- | ---------------- |
| 新疆   | 新疆维吾尔自治区                                                                          | 新疆巴音郭楞蒙古自治州 | 和布克赛尔蒙古自治县                                                                      |                  |
| 新疆   | 新疆维吾尔自治区                                                                          | 新疆博尔塔拉蒙古自治州 | 塔什库尔干塔吉克自治县                                                                    |                  |
| 新疆   | 新疆维吾尔自治区                                                                          | 新疆伊犁哈萨克自治州 | 木垒哈萨克自治县                                                                          |                  |
| 新疆   | 新疆维吾尔自治区                                                                          | 新疆昌吉回族自治州 | 焉耆回族自治县                                                                            |                  |
| 新疆   | 新疆维吾尔自治区                                                                          | 新疆克孜勒塑柯尔克孜自治州 | 巴里坤哈萨克自治县                                                                        |                  |
| 新疆   | 新疆维吾尔自治区                                                                          | 察布查尔锡伯自治县 |                                                                                           |                  |
| 西藏   | 西藏自治区                                                                                | |                                                                                           |                  |
| 青海   |                                                                                           | 青海黄南藏族自治州 | 互助土族自治县                                                                            |                  |
| 青海   | 青海玉树藏族自治州                                                                        | 河南蒙古族自治县 |                                                                                           |                  |
| 青海   | 青海海南藏族自治州                                                                        | 循化撒拉族自治县 |                                                                                           |                  |
| 青海   | 青海海北藏族自治州                                                                        | 化隆回族自治县 |                                                                                           |                  |
| 青海   | 青海海西蒙古族藏族自治州                                                                  | 门源回族自治县 |                                                                                           |                  |
| 青海   | 青海果洛藏族自治州                                                                        | 大通回族土族自治县 |                                                                                           |                  |
| 青海   | 民和回族土族自治县                                                                        | |                                                                                           |                  |
| 宁夏   | 宁夏回族自治区                                                                            | |                                                                                           |                  |
| 内蒙古 | 内蒙古自治区                                                                              | | 鄂伦春自治旗                                                                              |                  |
| 内蒙古 | 内蒙古自治区                                                                              | 莫力达瓦达斡尔族自治旗 |                                                                                           |                  |
| 内蒙古 | 内蒙古自治区                                                                              | 鄂温克族自治旗 |                                                                                           |                  |
| 甘肃   |                                                                                           | 甘肃临夏回族自治州 | 张家川回族自治县 东乡族自治县 积石山保安族东乡族撒拉族自治县 肃南裕固族自治县             |                  |
| 甘肃   | 甘肃甘南藏族自治州                                                                        | 天祝藏族自治县 |                                                                                           |                  |
| 甘肃   | 肃北蒙古族自治县 阿克塞哈萨克族自治县                                                     | |                                                                                           |                  |
| 广西   | 广西壮族自治区                                                                            | | 都安瑶族自治县 金秀瑶族自治县 巴马瑶族自治县 富川瑶族自治县 大化瑶族自治县 恭城瑶族自治县 |                  |
| 广西   | 广西壮族自治区                                                                            | 融水苗族自治县 |                                                                                           |                  |
| 广西   | 广西壮族自治区                                                                            | 三江侗族自治县 |                                                                                           |                  |
| 广西   | 广西壮族自治区                                                                            | 龙胜各族自治县 隆林各族自治县 |                                                                                           |                  |
| 广西   | 广西壮族自治区                                                                            | 罗城仫佬族自治县 |                                                                                           |                  |
| 广西   | 广西壮族自治区                                                                            | 环江毛南族自治县 |                                                                                           |                  |
| 云南   |                                                                                           | 云南文山壮族苗族自治州 | 禄劝彝族苗族自治县 金平苗族瑶族傣族自治县                                                 |                  |
| 云南   | 云南怒江傈僳族自治州                                                                      | 维西傈僳族自治县 屏边苗族自治县 |                                                                                           |                  |
| 云南   | 云南楚雄彝族自治州                                                                        | 镇沅彝族哈尼族拉祜族自治县 峨山彝族自治县 石林彝族自治县 景东彝族自治县 景谷傣族彝族自治县 宁洱哈尼族彝族自治县 漾濞彝族自治县       | 47个彝族乡                                                                                |                  |
| 云南   | 云南红河哈尼族彝族自治州                                                                  | 宁蒗彝族自治县 江城哈尼族彝族自治县 巍山彝族回族自治县 南涧彝族自治县 寻甸回族彝族自治县 元江哈尼族彝族傣族自治县 新平彝族傣族自治县 | 回族乡                                                                                    |                  |
| 云南   | 云南迪庆藏族自治州                                                                        | 澜沧拉祜族自治县 | 阿昌族乡                                                                                  |                  |
| 云南   | 云南西双版纳傣族自治州                                                                    | 耿马傣族佤族自治县（临沧市） 孟连傣族拉祜族佤族自治县 沧源佤族自治县（临沧市） 西盟佤族自治县                                        |                                                                                           |                  |
| 云南   | 云南德宏傣族景颇族自治州                                                                  | 玉龙纳西族自治县 |                                                                                           |                  |
| 云南   | 云南大理白族自治州                                                                        | 兰坪白族普米族自治县 |                                                                                           |                  |
| 云南   | 河口瑶族自治县 贡山独龙族怒族自治县 墨江哈尼族自治县                                      | |                                                                                           |                  |
| 云南   | 双江拉祜族佤族布朗族傣族自治县                                                            | |                                                                                           |                  |
| 贵州   |                                                                                           | 贵州黔南布依族苗族自治州 | 松桃苗族自治县 镇宁布依族苗族自治县                                                       |                  |
| 贵州   | 贵州黔西南布依族苗族自治州                                                                | 关岭布依族苗族自治县 紫云苗族布依族自治县                                                                                            |                                                                                           |                  |
| 贵州   | 贵州黔东南苗族侗族自治州                                                                  | 玉屏侗族自治县 |                                                                                           |                  |
| 贵州   | 威宁彝族回族苗族自治县 三都水族自治县                                                     | |                                                                                           |                  |
| 贵州   | 道真仡佬族苗族自治县 务川仡佬族苗族自治县                                                 | |                                                                                           |                  |
| 贵州   | 印江土家族苗族自治县 沿河土家族自治县                                                     | |                                                                                           |                  |
| 四川   |                                                                                           | 四川凉山彝族自治州 | 马边彝族自治县 峨边彝族自治县                                                             |                  |
| 四川   | 四川甘孜藏族自治州                                                                        | 木里藏族自治县 |                                                                                           |                  |
| 四川   | 四川阿坝藏族羌族自治州                                                                    | 北川羌族自治县 |                                                                                           |                  |
| 重庆   |                                                                                           | | 石柱土家族自治县 彭水苗族土家族自治县 秀山土家族苗族自治县 酉阳土家族苗族自治县           |                  |
| 湖南   |                                                                                           | 湖南湘西土家族苗族自治州 | 城步苗族自治县 麻阳苗族自治县 靖州苗族侗族自治县                                          |                  |
| 湖南   | 江华瑶族自治县 通道侗族自治县 新晃侗族自治县 芷江侗族自治县                               | |                                                                                           |                  |
| 湖北   |                                                                                           | 湖北恩施土家族苗族自治州 | 长阳土家族自治县 五峰土家族自治县                                                         |                  |
| 广东   |                                                                                           | | 连南瑶族自治县 连山壮族瑶族自治县 乳源瑶族自治县                                          |                  |
| 海南   |                                                                                           | | 保亭黎族苗族自治县 琼中黎族苗族自治县                                                     |                  |
| 海南   | 白沙黎族自治县 乐东黎族自治县 陵水黎族自治县 昌江黎族自治县                               | |                                                                                           |                  |
| 吉林   |                                                                                           | 吉林延边朝鲜族自治州 | 长白朝鲜族自治县 前郭尔罗斯蒙古族自治县 伊通满族自治县                                    |                  |
| 辽宁   |                                                                                           | | 阜新蒙古族自治县 喀喇沁左翼蒙古族自治县                                                   |                  |
| 辽宁   | 岫岩满族自治县 新宾满族自治县 清原满族自治县 本溪满族自治县 桓仁满族自治县 宽甸满族自治县 | |                                                                                           |                  |
| 河北   |                                                                                           | | 大厂回族自治县 孟村回族自治县                                                             |                  |
| 河北   | 青龙满族自治县 丰宁满族自治县 围场满族蒙古族自治县 宽城满族自治县                         | |                                                                                           |                  |
| 浙江   |                                                                                           | | 景宁畲族自治县                                                                            |                  |

## 民族自治地方的优惠政策
中共先后制定民族地方经济优惠大小政策共83项，包括财政优惠政策9项、税收优惠政策14项、工业优惠政策12项，从投资、金融、税收等方面扶持民族自治地方的商业、供销和医药企业。中共还在财政上逐步加大对民族自治地方的财政转移支付力度，包括一般性财政转移支付、专项财政转移支付、民族优惠政策财政转移支付以及国家确定的其他方式，中央向民族地区转移财政支付1981至2011年累计20889.40亿元。从实行民主改革的1959年到2008年，中央给予西藏财政补助累计达2019亿元，年均增长近12%；从自治区成立的1955年到2008年，中央财政给予新疆财政补助累计达3752.02亿元，年均增长11%。2012年，西藏财政支出93%来自中央转移支付，虽因中国财税制度的原因 西部省份普遍接受中央财政转移支付，但仍以西藏为高。民族地区的企业还免征地税。还有少数民族地区财政三照顾政策。中央财政来自全国的税收及其他收费。同时，中共还以用行政命令方式让东部地区对口支援民族地区和西部省份：北京支援内蒙古、河北支援贵州、江苏支援广西和新疆、山东支援青海、上海支援云南和宁夏、全国支援西藏；中央各部门对口帮扶贫困地区：中央国家机关、全国18个省（市）和17个中央企业对口支援西藏。

## 中国的民族自治实体
- 民族自治地方
- 民族乡
- 民族村
- 民族民主联合政府

## 有关部门
- 中国共产党中央委员会统一战线工作部
- 中华人民共和国国家民族事务委员会
- 全国人民代表大会民族委员会
- 中国人民政治协商会议全国委员会民族和宗教委员会